# Gustavo Arqueros Rodríguez
Gustavo Arqueros Rodríguez (La Serena, 4 de diciembre de 1889-ibídem, 1958) fue un militar y político chileno. Alcalde, intendente y diputado.
Nació el 4 de diciembre de 1889, hijo de Jacinto Arqueros y Ercilia Rodríguez.
Estudió en el Seminario y luego la escuela Naval, graduándose de oficial en 1911. Dejó la carrera por problemas de salud y se dedicó a dibujante en la sección Hidráulica de la Dirección de Obras Públicas. Ya instalado en La Serena trabajó de manera independiente como contratista de obras de alcantarillado. En 1927 fue elegido alcalde por 4 años. Seguidamente se concentró en la unificación de los productores de pisco, creando la oficina de Control, impulsando toda la legislación que dio la denominación de origen. También impulsó el cooperativismo como base del actual sistema que rige el rubro agro-fruticultor zonal.
Diputado por la zona entre 1949 y 1953. Fue nombrado intendente de la Provincia de Coquimbo el 29 de octubre de 1953, funciones que dejó el 8 de junio de 1954 para seguir con sus labores profesionales.
Creó la cooperativa del pueblo y luego el mercado sur de La Serena. Como agricultor explotó el fundo Alcohuaz.
Falleció en 1958.